# Sierra Dorotea
Sierra Dorotea är en bergskedja i Chile. Den ligger i den södra delen av landet, 2 000 km söder om huvudstaden Santiago de Chile.
Trakten runt Sierra Dorotea består i huvudsak av gräsmarker. Trakten runt Sierra Dorotea är nära nog obefolkad, med mindre än två invånare per kvadratkilometer.